# Monte Patria
Monte Patria is een gemeente in de Chileense provincie Limarí in de regio Coquimbo. Monte Patria telde 30.751 inwoners in 2017 en heeft een oppervlakte van 4366 km².